# Lynn Haven
Lynn Haven est une ville américaine située dans le comté de Bay en Floride.

## Démographie
| 1920 | 1930 | 1940  | 1950  | 1960  | 1970  |
| ---- | ---- | ----- | ----- | ----- | ----- |
| 874  | 928  | 1 246 | 1 787 | 3 078 | 4 044 |

| 1980  | 1990  | 2000   | 2010   | - | - |
| ----- | ----- | ------ | ------ | - | - |
| 6 239 | 9 298 | 12 451 | 18 493 | - | - |

Au recensement de 2010, sa population était de 18 493 habitants.

## Source de la traduction
- (en) Cet article est partiellement ou en totalité issu de l’article de Wikipédia en anglais intitulé « Lynn Haven, Florida » (voir la liste des auteurs).